# Cains River
O rio Cains é um rio canadense da província de Nova Brunswick. Possui 113 km de extensão.